# Антигониш
Антигониш, англ. Antigonish — город в одноименном округе провинции Новая Шотландия, Канада. Расположен примерно в 2 часах езды от аэропорта в провинциальной столице Галифакс.
Крупнейшими работодателями города являются Университет святого Франциска Ксаверия и Больница Святой Марии. Антигониш является центром католической епархии Антигониша. Здесь проводятся старейшие в Северной Америке Игры Горцев.

## Известные местные жители
- Стивен Макхэтти (род. 1947), актёр
- Кэрролл Морган (1947—2018), боксёр
- Аллан Макдональд (род. 1951), физик
- Дин Мелансон (род. 1973), хоккеист
- Кирк Фьюри (род. 1976), хоккеист
- Крейг Макдональд (род. 1977), хоккеист
- Эрик Гиллис (род. 1980), бегун на длинные дистанции
- Алекс Грант (род. 1989), хоккеист
- Огаст Эймс (1994—2017), порноактриса